# Knut Andersen
Knut Andersen (* 9. Mai 1931 in Harstad, Norwegen; † 17. Juni 2019 in Oslo) war ein norwegischer Filmregisseur, Drehbuchautor, Schauspieler und Filmeditor.

## Leben
Andersen wuchs in Harstad auf, wo sein Vater ein örtlicher Bäckermeister war. 1946 erwarb er eine 8-mm-Filmkamera und begann damit zu experimentieren und erste Erfahrungen in diesen Metier zu sammeln. In der Folge arbeitete er bei verschiedenen Institutionen und Arbeitgebern im Bereich Fotografie und Film. Ab 1953 bekam er eine Regieassistentenstelle bei Norsk Film A/S und bei Starfilm sowie ab 1958 bei Centralfilm, wo er zunächst nur bei Produktionen von Werbefilmen beteiligt war. Anschließend war er für den Filmschnitt bei mehreren norwegischen Filmproduktionen verantwortlich. Des Weiteren wurde er später auch als Drehbuchautor und Filmregisseur tätig. Außerhalb der Spielfilme war Andersen auch an mehreren Fernsehproduktionen wie 1994 Vestavind mit sechs Episoden für den NRK und Lillys butikk beteiligt.
Knut Andersen gehörte 1962 zusammen mit dem Regisseur Knut Bohwim und dem Kameramann Mattis Mathiesen zu den Gründern der norwegischen Filmgesellschaft Teamfilm AS. Andersen und die Teamfilm-Gesellschaft revitalisierten in den 1960er-Jahren mehrere norwegische Filmkomödien mit großen Publikums- und Kassenerfolgen, wie unter anderem die Filme Operasjon Løvsprett und Hurra for Andersens. Andersen führte 1975 auch die Regie im Film Olsenbandens siste bedrifter aus der 14-teiligen Filmreihe der norwegischen Olsenbande.
Knut Andersen war verheiratet mit der Theater- und Filmregisseurin Nicole Macé (* 17. Mai 1931).

## Auszeichnungen
Andersen erhielt 1976 den Aamot-statuetten-Filmpreis und am 17. August 2007 den Amanda-Ehrenpreis bei der Eröffnung des Den norske filmfestivalen in Haugesund.

## Filmografie

### Als Regisseur
- 1957: Hjemme hos oss. Husmorfilmen 1957.
- 1962: Operasjon Løvsprett
- 1964: Nydelige nelliker
- 1965: Skjær i sjøen
- 1966: Hurra for Andersens
- 1968: Sus og dus på by'n (Segment «Oss rosemalere imellom»)
- 1969: Brent jord
- 1970: Balladen om mestertyven Ole Høiland
- 1972: Marikens bryllup
- 1974: Under en steinhimmel
- 1975: Olsenbandens siste bedrifter
- 1976: Den sommeren jeg fylte 15
- 1977: Karjolsteinen
- 1980: Mareritt ved midtsommer
- 1980: Herfra til Haglemoen (Fernsehserie)
- 1982: Such nicht nach mir (For Tors skyld)
- 1985: Die Liebe des Wikingers (russisch: И на камнях растут деревья, norwegisch: Dragens fange)
- 1987: Fuglekongen (NRK-Fernsehfilm)
- 1994: Vestavind (Fernsehserie)
- 1996: Lillys butikk (Fernsehserie)

### Als Drehbuchautor
- 1964: Operasjon sjøsprøyt
- 1964: Nydelige nelliker
- 1965: Skjær i sjøen
- 1970: Balladen om mestertyven Ole Høiland
- 1976: Den sommeren jeg fylte 15
- 1978: Henrik Ibsen - barn og ungdom (Kurzfilm)
- 1980: Herfra til Haglemoen (Fernsehserie)

### Als Kameramann
- 1984–1985: Tegn er språk (Fernsehdokumentation)
- 2014: Julius (Fernsehserie)

### Als Filmproduzent
- 1996: Lillys butikk (Fernsehserie)

### Als Filmeditor
- 1963: Elskere
- 1964: Nydelige nelliker
- 1964: Operasjon sjøsprøyt
- 1965: Skjær i sjøen
- 1966: Hurra for Andersens
- 1969: Brent jord
- 1970: Balladen om mestertyven Ole Høiland

### Als Schauspieler
- 1986: Makaroni Blues
- 1988: Nattseilere (Miniserie)
- 1993: De blå ulvene
- 1994: Vestavind (Fernsehserie)
- 2012: Erobreren (Miniserie)
- 2018–2019: Thorbjørn (Fernsehserie)